# Eritrichium relictum
Eritrichium relictum là loài thực vật có hoa trong họ Mồ hôi. Loài này được Kudab. mô tả khoa học đầu tiên năm 1979.